# Coupe de la reine Silvia
La Coupe de la reine Silvia (en suédois Drottning Silvias Pokal) est une course hippique de trot attelé se déroulant au mois de mai sur l'hippodrome d'Åby à Göteborg, en Suède.
C'est une course de Groupe I réservée aux pouliches de 4 ans. Elle se court sur la distance de 2 140 mètres. En 2025, l'allocation s'élève à 2 000 000 SEK (environ 182 860 €), dont 1 000 000 SEK pour le vainqueur.

## Palmarès depuis 1988
| Année | Vainqueur          | Père                 | Driver             | Réd.km |
| ----- | ------------------ | -------------------- | ------------------ | ------ |
| 2025  | Panthere d'Inverne | Brillantissime       | André Eklundh      | 1'12"  |
| 2024  | Karaboudjan        | Walner               | Erik Adielsson     | 1'12"5 |
| 2023  | Joviality          | Chapter Seven        | Erik Adielsson     | 1'12"4 |
| 2022  | Chebba Mil         | Readly Express       | Robin Bakker       | 1'11"7 |
| 2021  | Fifty Cent Piece   | Muscle Hill          | Robert Bergh       | 1'12"6 |
| 2020  | Diana Zet          | Hard Livin           | Örjan Kihlström    | 1'12"6 |
| 2019  | Activated          | Jocose               | Carl Johan Jepson  | 1'11"6 |
| 2018  | Dibaba             | Ready Cash           | Örjan Kihlström    | 1'11"4 |
| 2017  | Cash Crowe         | Ready Cash           | Johnny Takter      | 1'12"7 |
| 2016  | Princess Face      | Muscle Hill          | Björn Goop         | 1'13"1 |
| 2015  | Ruby Trap          | Explosive Matter     | Johnny Takter      | 1'13"3 |
| 2014  | Backfire           | Offshore Dream       | Johnny Takter      | 1'12"6 |
| 2013  | Gisela Ås          | Infinitif            | Åke Svanstedt      | 1'12"4 |
| 2012  | Love N Hate        | Muscles Yankee       | Åke Svanstedt      | 1'14"2 |
| 2011  | Tamla Celeber      | Cantab Hall          | Örjan Kihlström    | 1'13"  |
| 2010  | Viola Silas        | Lindy Lane           | Fredrik Persson    | 1'12"9 |
| 2009  | Mystic Lady US     | Andover Hall         | Robert Bergh       | 1'13"7 |
| 2008  | Lie Detector       | Varenne              | Örjan Kihlström    | 1'13"6 |
| 2007  | Birminghim         | Striking Sahbra      | Johnny Takter      | 1'13"6 |
| 2006  | Lotuschic          | Pine Chip            | Erik Adielsson     | 1'14"5 |
| 2005  | Fama Currit        | Viking Kronos        | Peter Ingves       | 1'14"6 |
| 2004  | Giant Diablo       | Supergill            | Örjan Kihlström    | 1'15"6 |
| 2003  | Rae Boko           | Pine Chip            | Jorma Kontio       | 1'15"1 |
| 2002  | Blues Office       | Foreign Office       | Johnny Takter      | 1'16"2 |
| 2001  | Hilda Zonett       | Spotlite Lobell      | Robert Bergh       | 1'15"  |
| 2000  | Sweet As Candy     | Smasher              | Erik Adielsson     | 1'15"3 |
| 1999  | Cindy Bob          | Giant Chill          | Mats Karlsson      | 1'16"3 |
| 1998  | Simb Capi          | Probe Cap and Tassel | Per Lennartsson    | 1'16"  |
| 1997  | Arnies Super Girl  | Super Arnie          | Dick S. Jansson    | 1'15"1 |
| 1996  | Sacrifice          | Quick Pay            | Olle Goop          | 1'16"6 |
| 1995  | Itaka Sund         | Sugarcane Hanover    | Fredrik B. Larsson | 1'16"7 |
| 1994  | Serena             | Nuclear Kosmos       | Christer Nylander  | 1'15"2 |
| 1993  | Ina Scot           | Allen Hanover        | Kjell P Dahlström  | 1'14"9 |
| 1992  | Iata Käll          | Ata Star L           | Jim Frick          | 1'16"6 |
| 1991  | Bowls Lady         | Super Bowl           | Stig H. Johansson  | 1'17"2 |
| 1990  | Drottning Sund     | Tibur                | Björn Larsson      | 1'15"3 |
| 1989  | Viva Mon           | Super Mon            | Åke Lindblom       | 1'16"5 |
| 1988  | Gina Roy           | Speedy Min           | Stig H. Johansson  | 1'17"  |